# Castello di Forza d'Agrò
Il castello di Forza d'Agrò è una fortificazione di Forza d'Agrò, comune italiano della città metropolitana di Messina, in Sicilia.

## Storia
L'edificio, costruito nel sec. XI, si trova a 420 m s.l.m. forse sui ruderi di una costruzione preesistente. Si accede tramide una lunga e ripida scalinata in pietra.
Nel 1595 venne restaurato ad opera dei giurati e dei deputati del paese. All'interno della cinta muraria sono visibili i resti della chiesa del S.S. Crocifisso, i magazzini delle granaglie e gli alloggiamenti dei soldati.
Nel 1676, durante la Rivolta antispagnola di Messina, il castello rimase fedele alla Corona, per questo venne assediato e conquistato dai francesi; questi lo misero sotto la giurisdizione militare di Savoca che poco prima aveva capitolato un vantaggioso armistizio con gli stessi francesi. Proprio durante quel periodo travagliato, si consumò nel castello un feroce massacro, ordito da don Antonio de Hox, nobile francese e capitano del castello, fermamente intenzionato a diventare signore di Forza d'Agrò. Lo stesso don Antonio, dovendo consegnare al fratello Giacomo il comando del castello, lo attirò dentro il maniero con la scusa di una cena di benvenuto, in occasione della quale ci sarebbe stato il passaggio delle consegne. Giacomo, non sospettando nulla, vi si recò con i suoi famigliari; dopo una succulenta cena, don Giacomo De Hox ed i suoi famigliari vennero uccisi e fatti a pezzi dagli sgherri di don Antonio. Era la notte del 24 luglio 1676. Per non attirare sospetti sulla sua persona, Antonio De Hox fece spargere la voce che il fratello aveva deciso di lasciare nottetempo il castello. I cadaveri delle vittime, a quanto sembra, non vennero più ritrovati.
Ai primi dell'Ottocento, il castello venne occupato dalle truppe inglesi, le quali vi apportarono alcune modifiche architettoniche.
Dal 1876, per circa 100 anni è stato adibito a cimitero comunale. Al momento il cimitero è in stato  decadente, la maggior parte delle tombe è priva di manutenzione, molte sono sprofondate ed aperte.
Il castello è oggigiorno anche privo di dispositivi di sicurezza, per cui la visita, peraltro possibile, è potenzialmente molto pericolosa.